# Rokometna liga prvakov
EHF Rokometna liga prvakov  je najpomembnejše rokometno klubsko tekmovanje za moške ekipe v Evropi in vključuje vodilne ekipe iz najboljših evropskih lig . Tekmovanje vsako leto organizira Evropskega rokometna zveza. Uradno ime za konkurenco moške je VELUX EHF Rokometna liga prvakov, saj je podjetje VELUX  začelo svojo sponzorstvo tekmovanja v sezoni 2010/11. Doslej smo videli 29. različnih prvakov iz trinajstih držav in med njimi so rokometaši Celja Pivovarne Laško postali evropski prvaki v sezoni 2003/04. 